# Mauricio Cravotto
Mauricio Cravotto   (Montevideo, 26 de setembre de 1893 - 14 d'octubre de 1962)

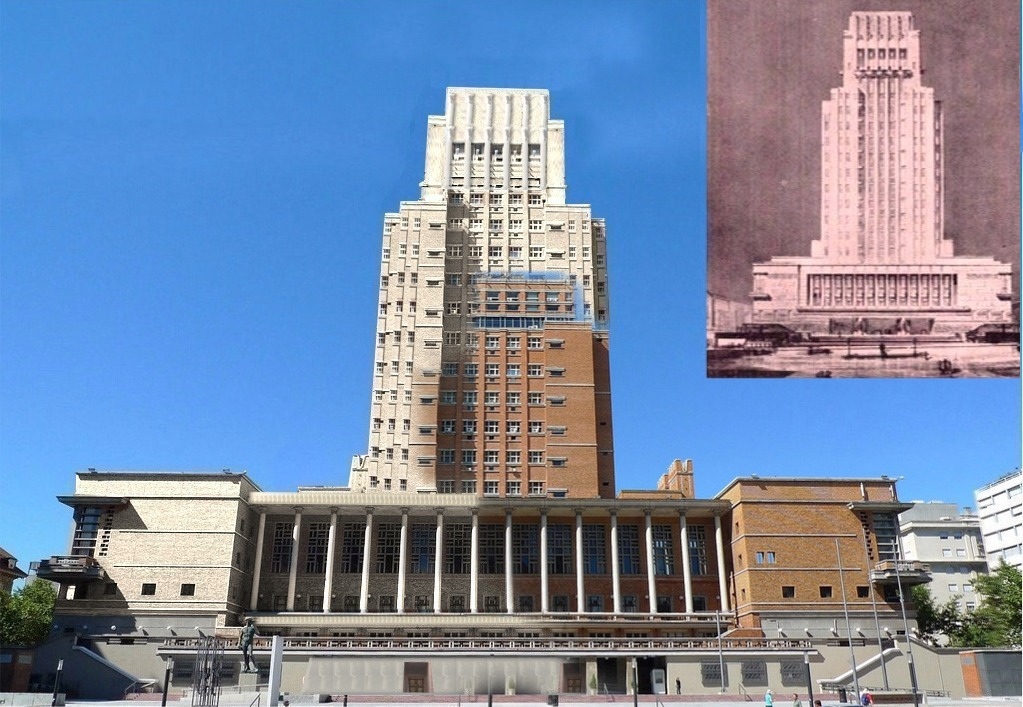
Palau Municipal de Montevideo.

va ser un arquitecte uruguaià, considerat un dels fundadors de l'urbanisme al seu país.

## Biografia
Es va graduar a la Facultat d'Arquitectura de la Universitat de la República el 1917. Va liderar, al costat d'un grup de tècnics, el Pla Regulatori de Montevideo (Plan Regulatorio de Montevideo) de 1930, el qual mai es va dur a terme. Alguns dels seus projectes més destacats són el Montevideo Rowing Club, el Palacio Municipal (seu del govern de Montevideo), i l'Hotel Rambla.
Cravotto també va guanyar una competició per dur a terme un projecte urbanístic a Mendoza, Argentina, el 1941, el mateix any que va acabar la construcció del Palacio Municipal de Montevideo.